# Aspitates insignis
Aspitates insignis är en fjärilsart som beskrevs av Alphéraky 1882. Aspitates insignis ingår i släktet Aspitates och familjen mätare. Inga underarter finns listade i Catalogue of Life.